# Головнокомандувач
Головнокома́ндувач — найвища військова посада на якому-небудь театрі воєнних дій або стратегічному напрямку (регіоні), а також в окремих видах збройних сил багатьох країн.

## Історичні аспекти
У минулому головнокомандувачі призначалися для керівництва всією діючою армією. Під час Першої світової війни були головнокомандувачі французької та англійської арміями, головнокомандувач Східним фронтом в Німеччині, головнокомандувачі Північним, Західним, Північно-Західним, Південно-Західним і Кавказьким фронтами в Росії. У цей період головнокомандувачі в російській і німецькій арміях підпорядковувалися верховному головнокомандувачу, а в англійській і французькій арміях — своїм урядам через генштаби і, крім того, об'єднаному союзному командуванню.

## Друга світова війна
Перед Другою світовою війною в збройних силах ряду країн для керівництва сухопутними військами, повітряними і військово-морськими силами призначалися головнокомандувачі цими видами збройних сил. У збройних силах нацистської Німеччини були створені 3 самостійних головнокомандування на чолі з головнокомандувачами (сухопутних військ — ОКГ, військово-повітряних сил — ОКЛ і військово-морських сил — ОКМ). Під час 2-ї світової війни США мали головнокомандувачів тихоокеанськими військово-морськими силами і головнокомандувач об'єднаними союзними силами на Європейському ТВД.

## СРСР
У Радянських збройних силах головнокомандувачі були на Північно-Західному, Західному, Південно-Західному (липень 1941 — травень 1942), Північно-Кавказькому (квітень — травень 1942) напрямках та на Далекому Сході (1945). До розпаду Радянського Союзу малися головнокомандувачі видами збройних Сил, а також головнокомандувачі Групою радянських військ у Німеччині. Керівництво об'єднаними збройними силами країн — учасниць Варшавського Договору здійснює головнокомандувачі цими силами. З 1955 по 1991 існувала посада головнокомандувача Об'єднаними Збройними силами країн Варшавського договору.

## Збройні сили країн Європи
Посади головнокомандувача існують також в об'єднаних збройних силах країн НАТО. До речі, існує головнокомандувач об'єднаними Збройними силами НАТО.

## В Україні
Згідно зі статтею 8 Закону України «Про Збройні сили України», Начальник Генерального штабу Збройних сил України за посадою є Головнокомандувачем Збройних сил України.